# Le Hosseret
Le Hosseret (Le Fousseret en francès i oficial) és un municipi francès del departament de l'Alta Garona, a la regió d'Occitània.